# Concert per a violí (Schumann)

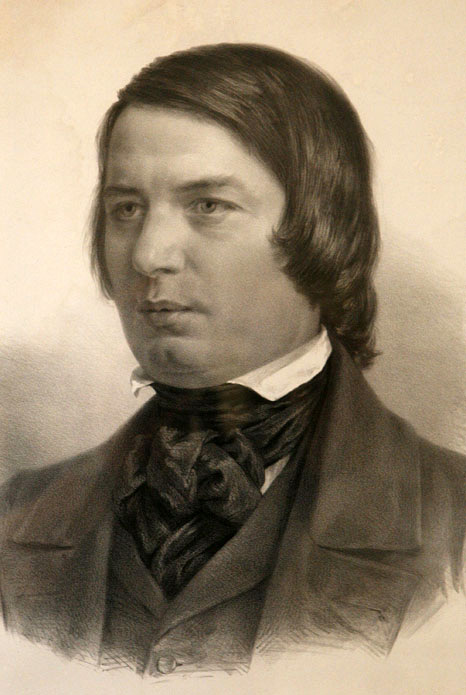
Robert Schumann el 1850

El concert per a violí en re menor, WoO 23 és una peça concertant per a violí i orquestra escrita per Robert Schumann el 1853. Va romandre durant molt de temps en l'oblit fins que el 1937 es va publicar i va estrenar pòstumament. L'obra està dedicada a Joseph Joachim.

## Història

### Composició
La composició es va desenvolupar entre el 21 de setembre i el 3 d'octubre de 1853 a Düsseldorf. Aquest va ser el seu únic concert per a violí i una de les seves últimes composicions importants. La dedicatòria de la peça és per al violinista Joseph Joachim. Prèviament havia acabat una altra obra per a Joachim, la Fantasia en do major, Op. 131.
Schumann va escriure set obres concertants, entre les quals es troben els seus tres concerts per a instrument solista i orquestra —el Concert per a piano, Op. 54 (1841); el Concert per a violoncel, Op. 129 (1850) i Concert per a violí, WoO 23 (1853). D'elles, només el Concert per a piano i el Concert per a violoncel tenen una representació regular en els programes de concerts i enregistraments. Cal dir que el Concert per a violí va romandre desconegut per a tots, excepte per a un cercle molt reduït, durant més de 80 anys després de la seva escriptura.

### Interpretacions

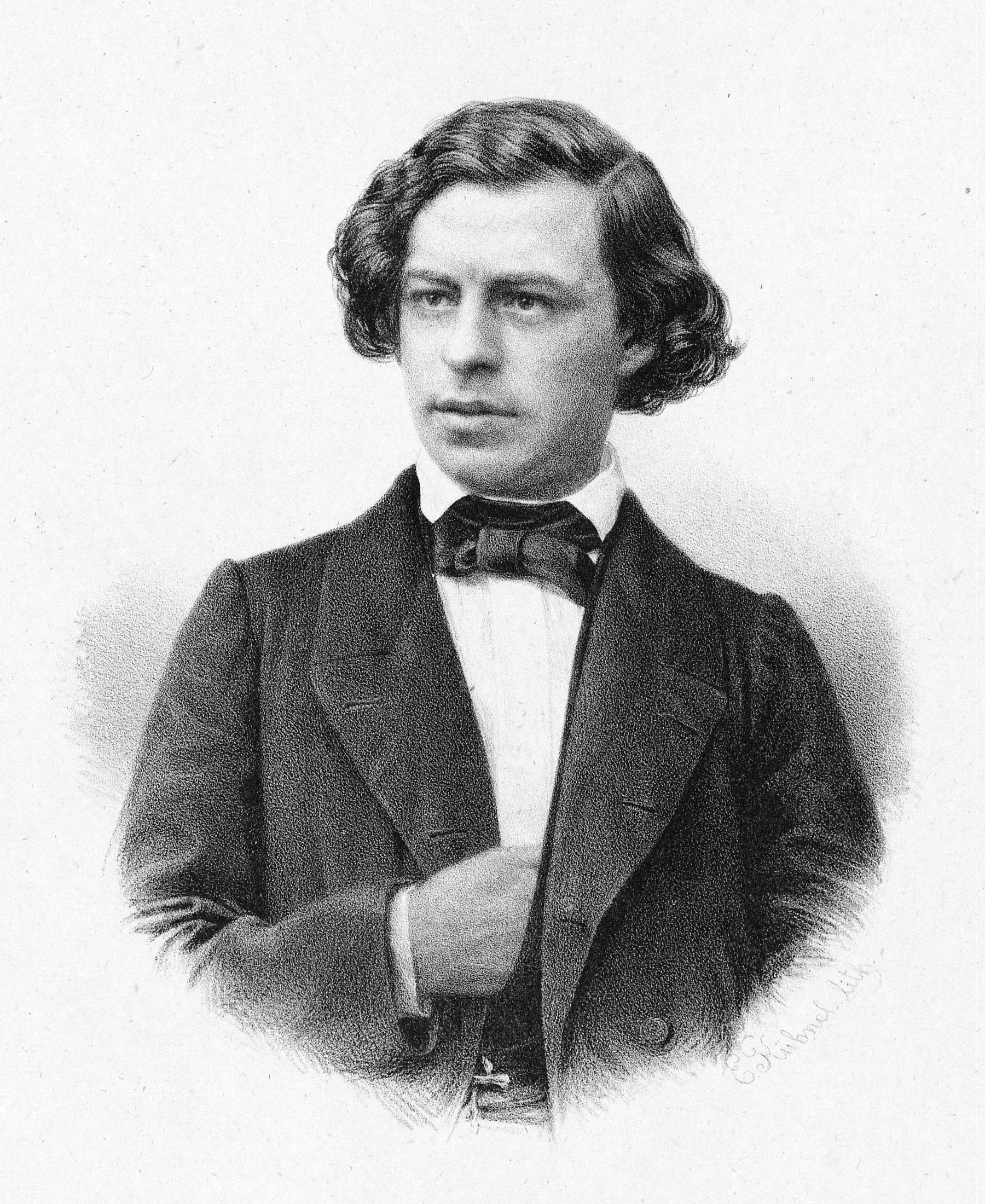
Joseph Joachim retratat per Kühnel.

L'estrena no va arribar fins al 1937 ja que va trobar nombrosos obstacles, entre ells, les reticències a tocar-lo per la seva associació amb la salut mental de l'autor.

#### Obstacles a l'estrena
Encara que Joachim va interpretar en públic la Fantasia en do major, mai no va arribar a fer el mateix amb el Concert per a violí. Després de tocar-ho per a Schumann a l'octubre de 1853 amb l'Orquestra de la Cort d'Hannover (de la qual era concertino), el violinista va conservar el manuscrit durant la resta de la seva vida. Després de l'intent de suïcidi de Schumann al febrer de 1854 i el seu posterior declivi i mort en un sanatori mental de Endenich, Joachim va sospitar que el concert era producte de la bogeria del mestre i va considerar que la música era morbosa. Després de la mort de Schumann el 1856, Joachim va expressar a la seva vídua Clara el seu descontentament pels "espantosos passatges per a violí". Clara va demanar al músic que reescrivís l'últim moviment, cosa que mai no va fer. Andreas Moser, que fou el biògraf del violinista, va reproduir una carta datada el 5 d'agost de 1898, traduïda d'Hans Gál, ed., The Musician's World (Londres: Thames & Hudson, 1965), en la que Joachim comentava que aquest concert mostrava: 
| « | «cert esgotament, que intenta esprémer els últims recursos d'energia espiritual, encara que certs passatges individuals donin testimoni dels profunds sentiments de l'artista creador.» | » |

Quan Joachim finalment va interpretar el concert en privat el 1858 a Leipzig, Johannes Brahms el va trobar tan insatisfactori que va decidir no incloure'l en l'Edició completa de les obres de Schumann, que estava editant en aquell moment. Clara, Brahms i Joachim van decidir que l'obra mai no es publicaria. De fet, l'obra es va mantenir en secret durant tota la resta del segle xix. No obstant això, Brahms va publicar en un volum suplementari de l'Edició Schumann "L'últim pensament musical de Schumann", un tema sobre el qual el compositor havia començat a compondre variacions a principis de 1854. Brahms també va escriure un conjunt de variacions sobre aquest tema, el seu Opus 23.

#### Veus d'esperits
Joachim va morir el 1907 i en el seu testament va declarar que l'obra no s'havia de tocar ni publicar fins a 100 anys després de la mort del compositor, és a dir, fins al 1956. Molts anys després el fill del violinista va vendre el manuscrit del concert a la Biblioteca Estatal de Prússia a Berlín. Al març de 1933, durant una sessió espiritista a Londres a la qual van assistir les dues nebodes nétes de Joachim, la veu d'un esperit que s'identificava com Robert Schumann va demanar a una d'elles que recuperés una obra seva inèdita (de la qual deia no tenir coneixement) i que la interpretés. En un segon missatge, aquesta vegada de l'esperit de Joachim, se'ls dirigia a la Biblioteca Estatal de Prússia.

#### Participació de Menuhin

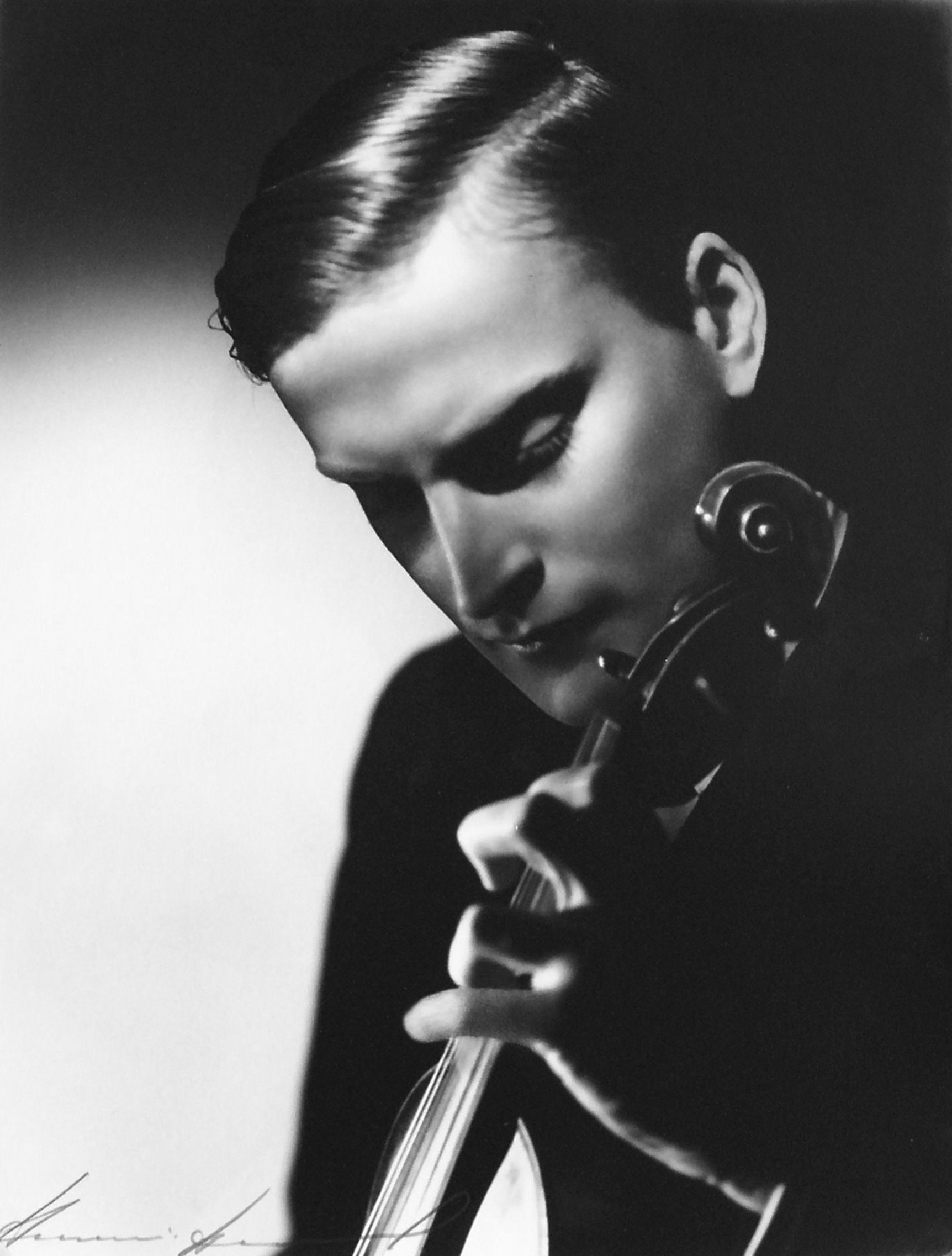
Yehudi Menuhin retratat per Annemarie Heinrich en 1941.

Fins al 1937 no es va tornar a saber res més quan Schott Music, l'editorial de música de Magúncia, va enviar una còpia de la partitura a Yehudi Menuhin, demanant-li una opinió. Aquest la va interpretar amb Hephzibah Menuhin i al juliol d'aquest mateix any va informar el director Vladimir Golschmann que era la baula perduda de la literatura per a violí entre Beethoven i Brahms. Menuhin planejava fer l'estrena mundial a San Francisco i ho va anunciar per al 3 d'octubre, però va ser interromput per l'aparició de Jelly d'Aranyi, una de les nebodes nétes de Schumann, que va reclamar per a sí el dret d'estrena d'acord amb els missatges espiritistes.

#### Primeres interpretacions i enregistraments
Però no va servir de res, ja que els drets d'autor mundials de l'obra pertanyien a Alemanya i el seu govern va insistir que l'estrena mundial fos a càrrec d'un alemany. Georg Kulenkampff havia treballat en la partitura amb cert detall per fer-la executable, juntament amb Georg Schünemann i Paul Hindemith, qui va preparar la reducció per a violí i piano. Finalment, l'estrena va tenir lloc el 26 de novembre de 1937 davant les autoritats nazis Robert Ley i Joseph Goebbels amb la interpretació a càrrec de Georg Kulenkampff amb la Filharmònica de Berlín dirigida per Karl Böhm. Poc després es va gravar la primera interpretació. Allò que durant dècades s'havia considerat un fracàs, ara, per raons polítiques, s'anunciava com una obra mestra, fins i tot com a substitut del popular Concert per a violí de Mendelssohn, ja que la seva interpretació estava prohibida a causa de les arrels jueves del compositor.
Yehudi Menuhin a qui, com a jueu rus-estatunidenc, no se li havia permès estrenar a Alemanya; va oferir la segona interpretació en la versió amb acompanyament de piano juntament amb Ferguson Webster en el Carnegie Hall de Nova York el 6 de desembre de 1937.

Per la seva part, Jelly D'Aranyi va oferir la primera interpretació a la sala de concerts Queen's Hall de Londres amb l'Orquestra Simfònica de la BBC. Robert Elkin comenta el següent sobre aquesta interpretació:
| « | «També es va escoltar, després d'algun endarreriment i molta publicitat anticipada, el recent descobert concert per a violí de Schumann; d'aquest funest fiasco, quant menys es digui millor.» | » |

A poc a poc, el concert es va anar fent forat en el repertori concertístic i ara és reconegut com una obra rellevant del compositor.

## Instrumentació
La partitura està escrita per a violí solista i una orquestra formada per 2 flautes, 2 oboès, 2 clarinets en si bemoll, 2 fagots, 2 trompes en fa, 2 trompetes en si bemoll, timbales i secció de cordes.

## Estructura i anàlisi
L'obra consta de tres moviments:
- I. In kräftigem, nich zu schnellen tempo, en re menor 22
- II. Langsam, en si bemoll major 44
- III. Lebhaft, doch nicht schnell, en re major 34

La interpretació de la peça té una durada aproximada de 30 minuts. És una grandiosa rèplica en mode menor al Concert per a violí de Beethoven.

### I. In kräftigem, nich zu schnellen tempo
El primer moviment porta la indicació de tempo In kräftigem, nich zu schnellen tempo que significa "Amb ritme enèrgic, no gaire ràpid". Està escrit en la tonalitat de re menor, en compàs de 2/2. Segueix la forma sonata amb un enfocament "relaxat". La peça està concebuda més en termes simfònics que concertants. El seu poderós tema inicial domina el conjunt. A diferència dels altres concerts d'aquest compositor, el de violí presenta un moviment inicial basat en la doble exposició principal que trobem en els concerts del Classicisme vienès. No obstant, Schumann no utilitza el material del ritornello com els seus predecessors. Presenta el tema secundari en una nova tonalitat, la relativa major (fa major), en lloc de reservar la modulació per a l'exposició solista com en la majoria dels models vienesos. Quan finalment apareix la part solista, ho fa amb el primer tema, sense floritures introductòries i en la dominant. La secció central de desenvolupament no és una "elaboració" en el sentit beethovenià, sinó una transformació del material temàtic. El punt culminant de la recapitulació és el retorn del tema secundari en la part solista, que inclou el seu propi acompanyament de semicorxeres. Encara que el paper del violí és extremadament exigent, la seva subordinació a un esquema "simfònic" es veu accentuada pel fet que no hi ha cadenza.

### II.Langsam
El segon moviment, marcat com Langsam que és "Lent", està escrit en si bemoll major i en compàs de 4/4. Es tracta d'un moviment breu amb el caràcter d'un intermezzo intensament líric que presenta un bell tema. En recapitular aquest tema, el mestre el fa una tercera per sota i en mode menor, la qual cosa li confereix encara una emotivitat més gran. Resulta sorprenent que Schumann no triés recordar la melodia del solista, ja que tenia el costum d'aparèixer en altres llocs. La melodia és sorprenentment similar a la que, segons ell, li havia estat dictada pels esperits de Schubert i Mendelssohn durant les al·lucinacions que va experimentar en el psiquiàtric al febrer de 1854, sobre les quals va escriure unes variacions per a piano (comunament denominades, amb certa llicència poètica, Geistervariationen, WoO 24). Passa sense pausa al tercer moviment.

### III.Lebhaft, doch nicht schnell
El tercer moviment porta la indicació Lebhaft, doch nicht schnell, que significa "Animat, però no ràpid". Està escrit en la tonalitat paral·lela de re major i el ritme passa a ser ternari amb un 3/4. És un finale de sonata-rondó, vigorós i dansat amb un fort ritme de polonesa. Compta amb una obertura vivaç que condueix a un tancament brillant en re major. Com a recurs unificador, Schumann acompanya el segon tema amb una variació dels compassos inicials del segon moviment.

## Influència
Albert Dietrich, que sens dubte conegué el Concert per a violí del seu mestre poc després de la seva finalització, va compondre un Concert per a violí propi el 1874, que està en la mateixa tonalitat (re menor) i també té un final en ritme de polonesa. És possible que fos influït pel seu coneixement privat de l'obra.

## Discografia selecta
- 1964 – Henryk Szeryng, Orquestra Simfònica de Londres, dir. Antal Doráti (Mercury).
- 1983 – Gidon Kremer, Orquestra Philharmonia, dir. Riccardo Muti.
- 1989 – Thomas Zehetmair, Orquestra Philharmonia, dir. Christoph Eschenbach (Teldec).
- 1994 – Gidon Kremer, Orquestra de Cambra d'Europa, dir. Nikolaus Harnoncourt (en directe).
- 2005 – Joshua Bell, Orquestra de Cleveland, dir. Christoph von Dohnányi.
- 2015 – Isabelle Faust, Freiburger Barockorchester, dir. Pablo Heras-Casado (Harmonia Mundi).